# Liga Espanhola de Basquetebol de 1958–59
A Temporada da Liga Espanhola de Basquetebol de 1958-59 foi a terceira edição da Liga Espanhola disputada entre 7 de dezembro de 1958 e 8 de março de 1959. O FC Barcelona conquistou seu primeiro título e o cestinha da competição foi Juan Ramón Báez com 445 pontos.

## Clubes e Sedes
| Clubes               | Cidades   |
| -------------------- | --------- |
| CF Barcelona         | Barcelona |
| Real Madrid CF       | Madrid    |
| Club Juventud        | Badalona  |
| CB Orillo Verde      | Sabadell  |
| CB Aismalíbar        | Moncada   |
| CB Estudiantes       | Madrid    |
| RCD Español          | Barcelona |
| Club Hesperia        | Madrid    |
| CD Iberia            | Zaragoza  |
| CD La Salle Josepets | Barcelona |
| Club Águilas         | Bilbao    |
| Canoe NC             | Madrid    |

## Classificação
| Pos | Clube                     | J  | V  | E | D  | P+    | P-    | Pts | Classificação ou Rebaixamento |
| --- | ------------------------- | -- | -- | - | -- | ----- | ----- | --- | ----------------------------- |
| 1   | CF Barcelona              | 22 | 20 | 0 | 2  | 1.313 | 1.102 | 40  | Copa Europeia                 |
| 2   | Real Madrid CF            | 22 | 19 | 0 | 3  | 1.365 | 1.113 | 38  |                               |
| 3   | Club Juventud de Badalona | 22 | 17 | 0 | 5  | 1.231 | 1.009 | 34  |                               |
| 4   | CB Orillo Verde           | 22 | 14 | 0 | 8  | 1.221 | 1.065 | 28  |                               |
| 5   | CB Aismalíbar             | 22 | 13 | 0 | 9  | 1.135 | 1.050 | 26  |                               |
| 6   | CB Estudiantes            | 22 | 12 | 2 | 8  | 1.141 | 1.115 | 26  |                               |
| 7   | RCD Español               | 22 | 9  | 0 | 13 | 1.177 | 1.258 | 18  |                               |
| 8   | CD Hesperia               | 22 | 8  | 1 | 13 | 1.310 | 1.228 | 17  |                               |
| 9   | CD Iberia                 | 22 | 8  | 0 | 14 | 1.089 | 1.258 | 16  |                               |
| 10  | CD La Salle Josepets      | 22 | 4  | 2 | 16 | 1.082 | 1.251 | 10  | playoff de Rebaixamento       |
| 11  | Club Águilas              | 22 | 3  | 0 | 19 | 1.014 | 1.325 | 6   | playoff de Rebaixamento       |
| 12  | Canoe NC                  | 22 | 2  | 1 | 19 | 1.019 | 1.323 | 5   | playoff de Rebaixamento       |

| Campeões 1958-59       |
| ---------------------- |
| FC Barcelona 1º Titulo |

## Playoffs de Rebaixamento
- UD Montgat - CD La Salle Josepets (48-40 / 39-40)
- CN Helios - Club Águilas (63-48 / 53-59)
- Canoe NC - CB Fiesta Alegre (47-33 / 57-69)

## Estatísticas

### Pontos
| Rank | Nome               | Equipe | Pontos |
| ---- | ------------------ | ------ | ------ |
| 1.   | Juan Ramón Báez    | RMD    | 445    |
| 2.   | Emiliano Rodríguez | AIS    | 381    |
| 3.   | Peter Reimer       | ESP    | 359    |
| 4.   | Alfonso Martínez   | BAR    | 349    |
| 5.   | José María Soro    | ORI    | 332    |